# Malefica
Malefica ("čarodějka" nebo "kouzelnice") byl rod býložravého kachnozobého dinosaura, žijícího v období svrchní křídy (geologický stupeň kampán, zhruba před 81,5 až 76,9 milionu let) na území dnešního Texasu v USA (geologické souvrství Aguja). Typový druh M. deckerti byl formálně popsán paleontology Prieto-Márquezem a Wagnerem v roce 2022.

## Historie
Typový materiál představuje izolovanou čelistní kost s označením TxVP 41917-1. Tato část levé maxily byla objevena v lokalitě Bruja Canyon na území Národního parku Big Bend. V roce 2002 byla čelist přiřazena rodu Kritosaurus (cf. K. navajovius), o dvacet let později pak bylo objeveno několik dalších diagnostických znaků, které umožnily stanovit holotypu nový rod a druh. Fylogenetická analýza ukázala, že Malefica je pravděpodobně bazálním (vývojově primitivním) zástupcem čeledi Hadrosauridae, mimo klad Saurolophidae (zahrnující podčeledi Lambeosaurinae a Saurolophinae). 